# Vinaigre balsamique de Modène
Le vinaigre balsamique de Modène est un vinaigre balsamique d'Indication géographique protégée (IGP) originaire de la région d'Émilie-Romagne, en Italie.
Il est à différencier du vinaigre balsamique traditionnel, protégé par deux AOP.